# みやじま丸 (初代)
みやじま丸（みやじままる）は、日本国有鉄道（国鉄）の鉄道連絡船である宮島連絡船に就航していた船舶である。
後に大島航路に転属し、大島丸（2代目）に改称されている。

## 概略
1920年（大正9年）より宮島航路では、七浦丸と弥山丸が就航していたが、2隻とも明治時代に関門連絡船用として竣工した老朽船であったうえ、太平洋戦争終了直後の酷使が原因で老朽化が進んでいた。そこで国鉄は、宮島航路への新造船の導入を決定した。これが本船である。
本船は、1954年（昭和29年）9月30日に三井造船玉野造船所（玉野市）で竣工し、同年10月9日より宮島航路に就航した。これにより、七浦丸と弥山丸は予備船となった。本船は、1905年（明治38年）の厳島丸以来の宮島航路の新造船であったという。
モータリゼーションの影響で、宮島航路での自動車航送の要望が高まったため、1962年（昭和37年）、本船は改装され、自動車1台の積載が可能となる。しかし、自動車航送開始によって、本船による従来のピストン輸送が不可能となってしまった。そこで、10t前後の3隻のモーターボート（みゆき・みさき・かざし）の使用により、運航本数を確保したという。
1964年（昭和39年）12月、本船は大島航路に転属し、大島丸（2代目）に改称される。
1970年（昭和45年）3月20日、大島丸（3代目）が大島航路に就航したことにより、運航を終了し退役。

## プロフィール（新造時）
- 総トン数：242.1t
- 全長：33.8m
- 全幅：8.3m
- 定員：250名
- エンジン：ディーゼルエンジン　1基　380馬力
- 推進器：フォイトシュナイダー
- 航海速力：10.8kt

## その他
宮島航路で「宮島丸」「みやじま丸」の名称の船舶は5隻ある（西暦は宮島航路での就航年）。
宮島丸　個人経営→山陽鉄道　1902年 - 1905年
みやじま丸（初代）　国鉄　1954年 - 1964年
みやじま丸（2代目）　国鉄　1965年 - 1978年
みやじま丸（3代目）　国鉄→JR西日本　1978年 - 2006年
みやじま丸（4代目）　JR西日本→JR西日本宮島フェリー　　2006年 -
宮島丸は山陽鉄道時代に宮島航路での運航を終えているため、歴代のみやじま丸には含まれない。